# Geografia Angoli

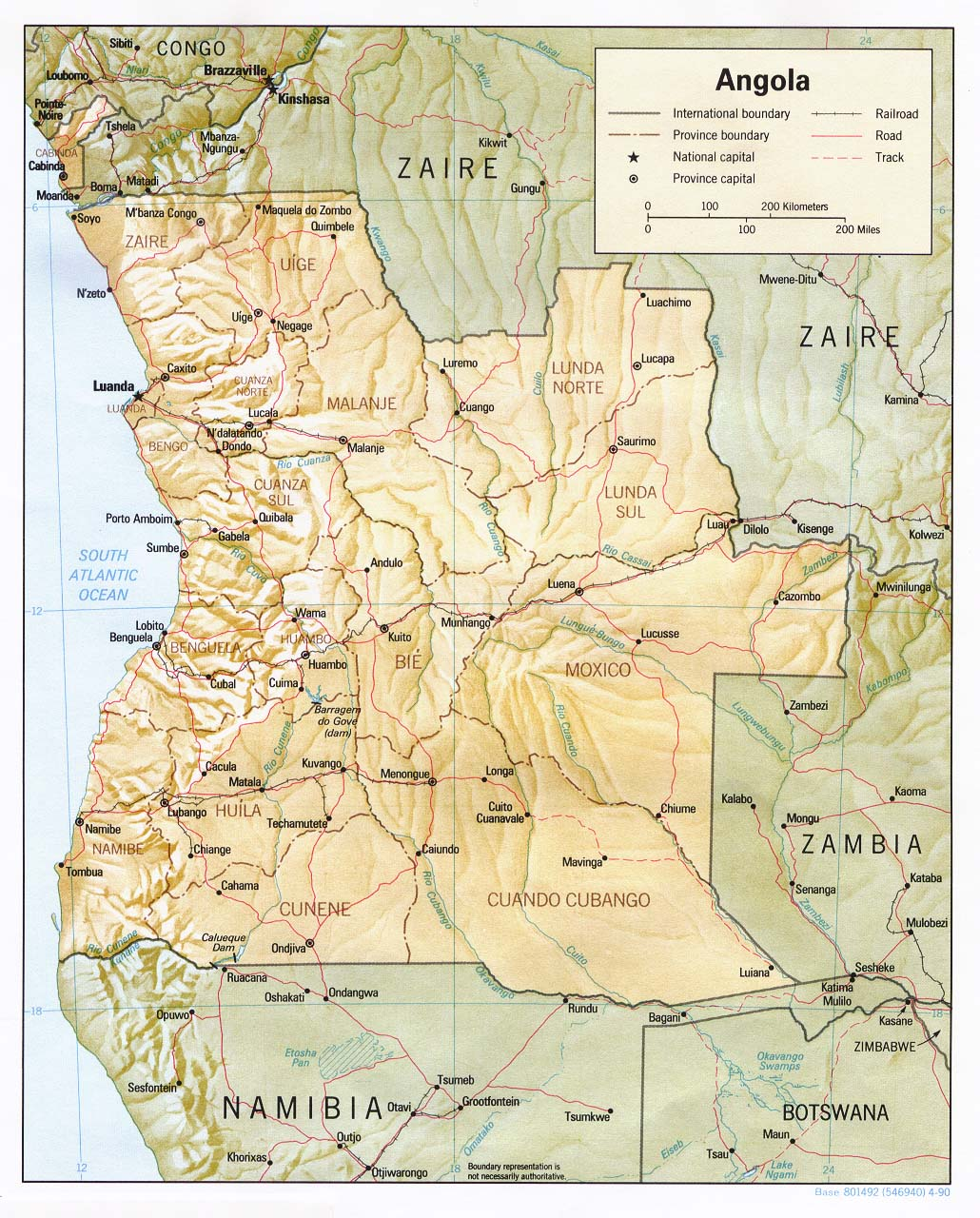
Mapa Angoli

Angola – duże państwo w południowo-zachodniej Afryce nad Oceanem Atlantyckim. Należy do dużych państw afrykańskich – jej powierzchnia wynosi 1 246 700 km². Angola jest największym krajem afrykańskim, w którym językiem urzędowym jest portugalski.

## Granice
Angola graniczy z następującymi państwami (podano długość granicy):
- Demokratyczna Republika Konga – 2 511 km
- Kongo – 201 km
- Namibia – 1 376 km
- Zambia – 1 110 km

Linia brzegowa liczy 1 600 km długości.

## Budowa geologiczna i rzeźba

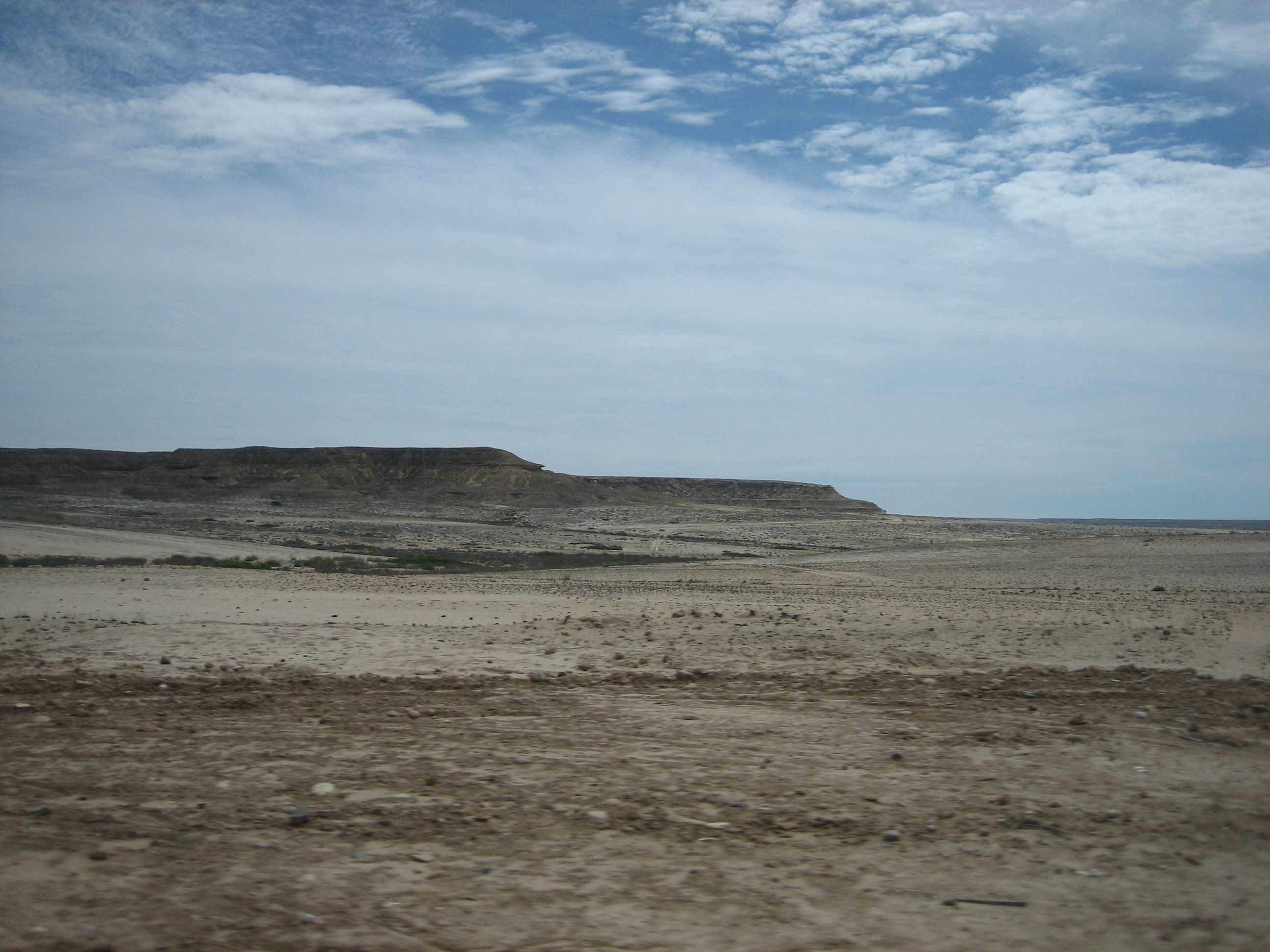
Pustynia Namib w Angoli

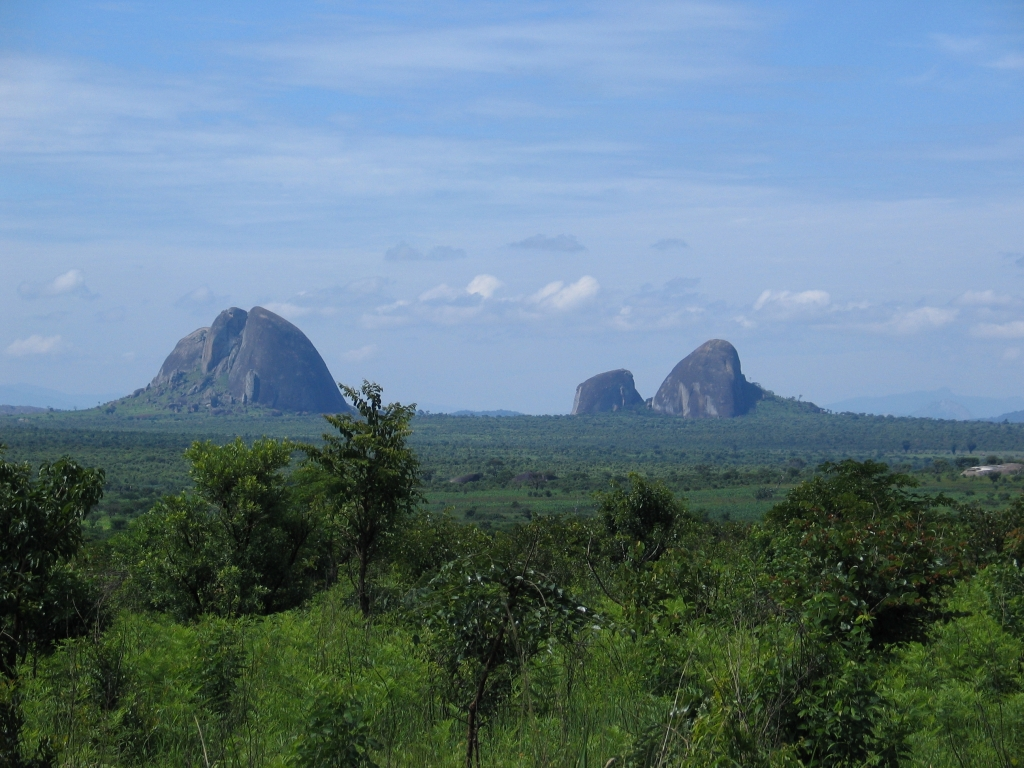
Krajobraz wilgotnych obszarów Angoli

Angola leży na obszarze płaskowyżu południowoafrykańskiego. Ten obszar jest częścią prekambryjskiej platformy afrykańskiej. Terytorium Angoli dzieli się na trzy obszary geologiczne. Pierwszy to południowa część Kotliny Konga, druga to północna część Kalahari, trzecia to wzniesienie kongijsko-namibijskie wraz z przylegającym do niego od zachodu zapadliskiem nadbrzeżnym. Kotlinę Konga w obrębie Angoli tworzą osady kredowe, które zalegają na krystalicznym podłożu pochodzącym z górnego prekambru. Rejon kotliny Kalahari składa się z piasków i żwirów, pochodzących z pliocenu i plejstocenu. Wzniesienie namibijsko-kongijskie, rozciągające się wzdłuż zachodniego wybrzeża, zbudowane jest ze skał prekambryjskich, pokrytych przez osadami kredy.
Angola jest krajem wyżynnym. Średnia wysokość to 500–600 m n.p.m. Kraj przecinają doliny, a na zachodzie wznosi się szczyt Morro de Môco o wysokości 2620 m n.p.m. Jest on częścią masywu górskiego na wyżynie Bije. Tylko wzdłuż wybrzeży ciągnie się pas nizin. Kilkanaście kilometrów w głąb lądu teren podnosi się, tworząc płaskowyże, wyżyny i średniej wysokości góry.

## Klimat
Angola leży w strefie klimatu podrównikowego suchego na południu i wilgotnego na północy. Tylko południowo-zachodnia część kraju leży w strefie klimatu zwrotnikowego. W południowo-zachodniej części Angoli znajduje się północny kraniec pustyni Namib. Panuje tam klimat zwrotnikowy suchy.
Temperatury są dosyć zróżnicowane, wpływa na nie szerokość geograficzna, a także wysokość bezwzględna danego obszaru. Na północy, a zwłaszcza w północno-wschodniej części kraju, panują temperatury typowe dla klimatu równikowego – wahają się od 22 do 28 °C. Na południu kraju temperatury są niższe, zwłaszcza w obszarze nadbrzeżnym, i wynoszą tylko 16 do 22 °C. I tylko w miesiącach letnich te wartości są wyższe o kilka stopni. Jest to spowodowane zimnym Prądem Benguelskim, który ochładza powietrze i obniża wilgotność. Jednak im dalej na wschód, tym temperatury są wyższe. Zimny prąd oceaniczny wywołuje także dość powszechne na całym pustynnym wybrzeżu Namib mgły.
Opady na południu są niskie, zwłaszcza we wspomnianym wyżej rejonie, będącym pod wpływem zimnego prądu morskiego. Wysokość opadów waha się od 40 do 100 mm. Rośnie w kierunku północnym i północno-wschodnim. Średnia roczna wysokość opadów na północy kraju to około 1000 mm, w północno-wschodniej części kraju, cechującej się klimatem najbardziej typowym dla strefy równikowej, opady dochodzą do 1 800 mm. Pora deszczowa trwa od października do maja z kulminacyjnymi opadami w kwietniu. Długość pory deszczowej zmniejsza się w kierunku południowym.

## Wody
Obszar Angoli należy do trzech zlewisk: Oceanu Atlantyckiego – północna i zachodnia część kraju, bezodpływowej kotliny Kalahari – południowo-wschodnia część państwa oraz Oceanu Indyjskiego – wschodnie krańce Angoli. Sieć rzeczna jest bardzo dobrze rozwinięta. Większość rzek wypływa promieniście z wyżyn: Lunda i Bije. Największą rzeką jest Kuanza, która wpływa do Atlantyku. Kuanza jest jedyną żeglowną rzeką w tym kraju, jej wody płyną ze środkowo-zachodniej części kraju. Rzeki w zachodniej Angoli są krótsze niż te na wschodzie. Na skraju pustyni Namib rzeki mają charakter okresowy. Na niektórych rzekach, takich jak np. Lucala, tworzą się wodospady, będące atrakcją turystyczną tych terenów. Największym jeziorem Angoli jest mające zaledwie 18,9 km² Dilolo, a drugim pod względem wielkości – Cameia.

## Gleby
Prawie cała Angola, z wyjątkiem wąskiego pasa na zachodnie, jest pokryta arenosolami. Arenosole są glebami piaszczystymi. Natomiast pas wybrzeża jest pokryty luwisolami, tj. glebami czerwono-brunatnymi. W zachodniej Angoli miejscami występują też gleby czerwonożółte – ferralsole. Południowe krańce i rejon Namib jest zdominowany przez półpustynne szaroziemy – kserosole.

## Flora
Angola ma zróżnicowaną szatę roślinną. Północ kraju jest zdominowana przez lasy tropikalne z cennymi gatunkami drewna. Obszary ujścia Kongo, czyli północno-zachodni skrawek kraju, są porośnięte lasami namorzynowymi. Większą część środkowej Angoli zajmują o wiele mniej gęste lasy tropikalne, których drzewa zrzucają liście w czasie pory suchej. Lasy te zaliczają się do tzw. lasów miombo. Północny zachód kraju pokryty jest gęstymi i wilgotnymi sawannami. Pas wybrzeża, zwłaszcza tereny mniej więcej za dwunastym równoleżnikiem szerokości południowej, zdominowane są przez roślinność pustynną. Południe kraju pokryte jest suchymi sawannami, z bardzo małą liczbą drzew, a im dalej do wybrzeża, tym roślinność staje się coraz bardziej skąpa. Na południowo-zachodnich krańcach Angoli dominują suchorośla i kserofity.

## Fauna
Świat zwierząt jest bardzo różnorodny, chociaż liczebność niektórych gatunków zredukowana jest przez działalność człowieka. W Angoli występują m.in. hipopotamy nilowe, białe i czarne nosorożce, zebry stepowe i żyrafy. Wszystkie te gatunki występują w rejonie rzeki Luando. Różnorodny jest też świat drapieżników. Poza lwami występują także lamparty i gepardy. Bogaty jest też świat ptaków. Wody przybrzeżne Oceanu Atlantyckiego dzięki zimnemu prądowi morskiemu obfitują w wiele gatunków ryb. Łowiska w Angoli są najbogatszymi łowiskami w południowej Afryce. W wodach oceanu występują takie gatunki jak: sardynki, makrele i tuńczyki. Żyje tam też kilka odmian wielorybów, oraz żółwie morskie.
Angola przywiązuje wielką wagę do utrzymywania parków narodowych, a także ich dalszego rozwoju.